# Sharon Corr
Sharon Helga Corr, född 24 mars 1970 i Dundalk, Irland, är en irländsk musiker och sångerska och medlem i popgruppen The Corrs tillsammans med sina syskon Andrea Corr, Jim Corr och Caroline Corr. Hon spelar violin och sjunger bakgrundssång i gruppen The Corrs. När hon var sex år lärde hon sig att spela fiol, och har sedan dess spelat i orkester och är även kvalificerad att undervisa.